# Funt libijski
Funt libijski – pierwsza waluta niepodległej Libii. Dzielił się na 100 piastrów lub 1000 milliemów. Wyemitowany w roku 1952 pozostawał w obiegu do 1971, kiedy po dojściu do władzy pułkownika Mu’ammara al-Kaddafiego zastąpiony został w stosunku 1:1 przez dinara.